# (100739) 1998 DA14
(100739) 1998 DA14 es un asteroide perteneciente al cinturón de asteroides descubierto el 27 de febrero de 1998 por el equipo del OCA-DLR Asteroid Survey desde el Sitio de Observación de Calern, Caussols, Francia.

## Designación y nombre
Designado provisionalmente como 1998 DA14.

## Características orbitales
1998 DA14 está situado a una distancia media del Sol de 2,312 ua, pudiendo alejarse hasta 2,703 ua y acercarse hasta 1,921 ua. Su excentricidad es 0,169 y la inclinación orbital 2,030 grados. Emplea 1284,75 días en completar una órbita alrededor del Sol.

## Características físicas
La magnitud absoluta de 1998 DA14 es 16,3. 